# BraveStarr
BraveStarr è una serie a cartoni animati creata da Donald Kushner e Peter Locke e prodotta dalla Filmation e dal Group W Productions nel 1987; è stata l'ultima serie animata a essere prodotta dallo studio. La prima messa in onda fu in syndication dal settembre del 1987 fino al febbraio del 1989. Venne creata in simultanea anche una linea di action figure dedicate. Questa serie è una rivisitazione in chiave fantascientifica del classico canovaccio western. Alcuni fumetti dedicati furono pubblicati nel periodico Magic Boy.

## Trama
A circa 600 parsec dalla Terra c'è un pianeta desertico chiamato New Texas, nel cui cielo risplendono tre soli. Intorno alla metà del XXIII secolo il pianeta è popolato da coloni e minatori alla ricerca del Kerium - del quale New Texas è colmo - un miracoloso e richiestissimo minerale che si offre a mille usi. La condizione di bassa densità abitativa e di grandi ricchezze rende questo insediamento di frontiera frequentemente visitato da malfattori di ogni genere, ma la sicurezza è affidata ad un solo sceriffo, il Marshall Bravestarr.
Bravestarr è l'ultimo discendente di un'antica famiglia di pellirosse e, grazie agli insegnamenti del suo mentore Sciaman, si è guadagnato la fiducia degli spiriti animali. Gli spiriti donano a Bravestarr grandi poteri, che può usare soltanto per fare del bene. Un giorno, cercando una leggendaria arma, lo sceriffo finisce per caso nella casa degli equestroidi e, dopo un animoso chiarimento, fa amicizia con l'ultimo equestroide rimasto: Trenta-Trenta, che diventerà la sua cavalcatura ed il suo compagno d'armi. Insieme i due lottano contro i numerosi malintenzionati di New Texas e soprattutto contro Tex-Hex, un criminale subdolo e organizzato campione di Stampede, un antico spirito malvagio.
Come in molti cartoni Filmation, anche in Bravestarr è presente un epilogo con morale, strutturato in modo simile a quello di He-Man e i dominatori dell'universo. Bravestarr parla con Sciaman, o con Trenta-trenta, con Fuzz, o con altri ancora e riporta l'attenzione su un tema saliente dell'episodio, come ad esempio: non litigare con gli amici se hanno idee differenti; collaborare insieme agli altri; ascoltare il parere dei genitori. Bravestarr, proprio per la sua origine creativa e non commerciale, mostra sia nelle morali che negli episodi, una volontà pedagogica ancora maggiore rispetto a He-Man e sono molti gli episodi che vedono la risoluzione di conflitti intrafamiliari, soprattutto padre-figlio, ma anche tra fratelli. Molti altri episodi sono quelli in cui si mostrano ragazzini incoscienti, o cattivoni che si inteneriscono al pensare alla propria gioventù e ai passati amori.
Una morale rimarchevole si trova nella puntata che vede Skuzz parlare del proprio vizio del fumo, che pratica in perfetta solitudine perché nessuno lo condivide, nemmeno fra i peggiori delinquenti, e che lo fa tossire in continuazione; in quella afferma che si è pentito d'avere cominciato, che ci ha rimesso in salute, ma che ora non riesce a smettere.
Un altro episodio con morale degna di nota è il numero 26, The Price, in cui un ragazzo compra una droga chiamata Spin, ne diventa dipendente e muore di overdose.

## Personaggi principali
Bravestarr possiede alcune armi che usa pochissimo, fra cui il Neutralaser, una sorta di pistola laser con un grosso elemento sotto l'impugnatura, un lazzo-laser e una sorta di tomahawk (accetta tipica degli indiani) completamente metallica. Nel suo cappello da cow-boy sono incorporate una radio per le comunicazioni ed un visore rosso che svolge le funzioni di binocolo e banca dati. I suoi poteri sciamanici, che usa molto più spesso, sono:
- Forza dell'Orso - Forza sovrumana.
- Velocità del Puma - velocità elevatissima, superiore agli autoveicoli.
- Udito del Lupo - Finissimo udito, con il quale ode a chilometri di distanza.
- Vista del Falco - Visuale dall'alto nitida e per tutto lo spazio visivo.

Per invocare tali poteri Bravestarr deve concentrarsi; quando usa uno di questi poteri si delinea intorno a lui la figura dell'animale in causa. Perciò Bravestarr non è certo il tipo di cow-boy spacca e rompi; cerca sempre di evitare le violenze e si sforza nella diplomazia; il suo stesso nome ce lo indica: Brave (coraggio) - Star (stella).
Sciaman è lo sciamano del pianeta e parente di Bravestarr, che ha allevato, custodisce il fuoco sacro che impedisce a Stampede di scatenare il suo potere.
Trenta-Trenta (Thirty/Thirty) è il migliore amico di Bravestarr, è insieme la sua cavalcatura e la sua spalla. È l'ultimo degli equestroidi, un'antica razza di cavalli senzienti che svilupparono la favella, un'elevata tecnologia e la capacità di assumere sembianze umanoidi alzandosi sulle zampe posteriori e mutando quelle anteriori in braccia. Trenta-trenta è burbero e impulsivo, si annoia se non ci sono malintenzionati in giro, e ogni volta che può fa fuoco con la sua avveniristica spingarda, che lui chiama affettuosamente "Sarah-Jane". La sua forza è enorme e quasi pari alla "forza dell'Orso" di Bravestarr.
J.B (Judge Joy B. Mc Bride), un'affascinante donna magistrato inviata su New Texas per amministrare la giustizia. Indossa un completo nero che ne evidenzia il fisico atletico e porta i capelli rossi raccolti. Ha un ruolo limitato nella serie animata, mentre nel film Bravestarr- The Legend emerge il suo carattere deciso e passionale: si innamora anche di Bravestarr e scambia con lui un lungo bacio.
Tex Hex, il nemico di Bravestarr, ricorda nelle fattezze uno zombi vestito da cowboy, con una pelle tirata dal brutto colorito violaceo, due baffoni bianchi come i capelli e due occhi rossi sbarrati. Raramente Tex Hex si presenta di persona davanti a Bravestarr: preferisce scatenargli contro i suoi scagnozzi, fra i quali ha l'imbarazzo della scelta. Per delle piccole missioni sfrutta la negativa indole dei dingo, degli animali senzienti antropomorfi, che si esibiscono nella maggiore varietà di crimini, dedicandosi allo spaccio, alla rapina a mano armata, al borseggio, al contrabbando, ecc.

## Episodi
Lista della prima e unica stagione della serie. In Italia sono stati trasmessi solo 58 dei 65 episodi.
| Numero | Codice | Titolo                                           | Titolo originale                             | Regista                        | Prima TV USA |
| ------ | ------ | ------------------------------------------------ | -------------------------------------------- | ------------------------------ | ------------ |
| 01     | 053    | La scomparsa di Trenta Trenta                    | The Disappearance of Thirty-Thirty           | Lou Kachivas, Tom Tatanarowicz | 14/09/1987   |
| 02     | 037    | Idolo caduto                                     | Fallen Idol                                  | Ernie Schmidt                  | 15/09/1987   |
| 03     | 007    | inedito                                          | The Taking of Thistledown 123                | Ernie Schmidt                  | 16/09/1987   |
| 04     | 021    | Skuzz e Fuzz                                     | Skuzz and Fuzz                               | Bill Reed                      | 17/09/1987   |
| 05     | 048    | Un giorno nella vita del giudice del Nuovo Texas | A Day in the Life of a New Texas Judge       | Ernie Schmidt                  | 18/09/1987   |
| 06     | 041    | Una furia scatenata                              | Rampage                                      | Marsh Lamore                   | 21/09/1987   |
| 07     | 020    | Cammina con le mie scarpe                        | To Walk a Mile                               | Richard Trueblood              | 22/09/1987   |
| 08     | 038    | Il Grande Trenta e il Piccolo Wimble             | Big Thirty and Little Wimble                 | Marsh Lamore                   | 23/09/1987   |
| 09     | 010    | BraveStarr e la legge                            | BraveStarr and the Law                       | Richard Trueblood              | 24/09/1987   |
| 10     | 006    | La Febbre del Kerium                             | Kerium Fever                                 | Ed Friedman                    | 25/09/1987   |
| 11     | 039    | Ricordi                                          | Memories                                     | Lou Kachivas                   | 28/09/1987   |
| 12     | 014    | Il rapimento di Sciaman                          | Eyewitness                                   | Bill Nunes                     | 29/09/1987   |
| 13     | 023    | Il vigilante                                     | The Vigilantes                               | Bill Reed                      | 30/09/1987   |
| 14     | 027    | Ragazzo selvaggio                                | Wild Child                                   | Bill Nunes                     | 01/10/1987   |
| 15     | 018    | inedito                                          | Hail, Hail, the Gang's All Here              | Bill Reed                      | 02/10/1987   |
| 16     | 011    | Un occhio sul passato                            | Eye of the Beholder                          | Tom Sito                       | 05/10/1987   |
| 17     | 025    | Il potere nelle mani sbagliate                   | The Wrong Hands                              | Bill Reed                      | 06/10/1987   |
| 18     | 030    | La mano più vecchia                              | An Older Hand                                | Richard Trueblood              | 07/10/1987   |
| 19     | 009    | Prova di forza                                   | Showdown at Sawtooth                         | Marsh Lamore                   | 08/10/1987   |
| 20     | 029    | Eroe non celebrato                               | Unsung Hero                                  | Ed Friedman                    | 12/10/1987   |
| 21     | 034    | inedito                                          | Lost Mountain                                | Lou Kachivas                   | 13/10/1987   |
| 22     | 043    | inedito                                          | Trouble Wears a Badge                        | Richard Trueblood              | 15/10/1987   |
| 23     | 022    | Chi sono io?                                     | Who Am I?                                    | Tom Sito                       | 16/10/1987   |
| 24     | 033    | Il trattato                                      | BraveStarr and the Treaty                    | Bill Nunes                     | 20/10/1987   |
| 25     | 019    | Thoren il mercante di schiavi                    | Thoren the Slavemaster                       | Tom Sito                       | 21/10/1987   |
| 26     | 049    | Il prezzo                                        | The Price                                    | Marsh Lamore                   | 22/10/1987   |
| 27     | 047    | La rivolta del popolo della prateria             | Revolt of the Prairie People                 | Ed Friedman                    | 23/10/1987   |
| 28     | 031    | Ostaggio                                         | Hostage                                      | Ed Friedman                    | 26/10/1987   |
| 29     | 042    | Il tunnel del terrore                            | Tunnel of Terror                             | Ernie Schmidt                  | 27/10/1987   |
| 30     | 026    | Il buono, il brutto e il cattivo                 | The Good, the Bad, and the Clumsy            | Lou Kachivas                   | 28/10/1987   |
| 31     | 052    | Giochi di potere                                 | Balance of Power                             | Bill Nunes                     | 29/10/1987   |
| 32     | 051    | Chiamata alle armi                               | Call to Arms                                 | Ernie Schmidt                  | 30/10/1987   |
| 33     | 044    | BraveStarr e i tre soli                          | BraveStarr and the Three Suns                | Richard Trueblood              | 02/11/1987   |
| 34     | 024    | I testimoni                                      | The Witnesses                                | Bill Reed                      | 03/11/1987   |
| 35     | 035    | Handlebar e Rampante                             | Handlebar and Rampage                        | Tom Sito                       | 04/11/1987   |
| 36     | 032    | Il pianeta evaso                                 | Runaway Planet                               | Marsh Lamore                   | 05/11/1987   |
| 37     | 060    | Il cacciatore di taglie                          | The Bounty Hunter                            | Lou Kachivas                   | 06/11/1987   |
| 38     | 040    | Buddy                                            | Buddy                                        | Ed Friedman                    | 09/11/1987   |
| 39     | 059    | Il giorno della presa della città                | The Day the Town Was Taken                   | Bill Nunes                     | 10/11/1987   |
| 40     | 015    | Il medaglione                                    | BraveStarr and the Medallion                 | Ernie Schmidt                  | 11/11/1987   |
| 41     | 062    | La leggenda della bella signora                  | Legend of a Pretty Lady                      | Richard Trueblood              | 12/11/1987   |
| 42     | 061    | Alba e tramonto                                  | Sunrise, Sunset                              | Bill Reed                      | 13/11/1987   |
| 43     | 057    | Chiamata selvaggia                               | Call of the Wild                             | Tom Sito                       | 16/11/1987   |
| 44     | 050    | inedito                                          | Tex But No Hex                               | Marsh Lamore                   | 17/11/1987   |
| 45     | 004    | Lo zoo spaziale                                  | Space Zoo                                    | Lou Kachivas                   | 18/11/1987   |
| 46     | 046    | La terribile notte di Tex                        | Tex's Terrible Night                         | Tom Tataranowicz               | 14/12/1987   |
| 47     | 045    | Creatura selvatica                               | Running Wild                                 | Ed Friedman                    | 29/01/1988   |
| 48     | 058    | inedito                                          | Thirty-Thirty Goes Camping                   | Bill Nunes                     | 01/02/1988   |
| 49     | 036    | Lo specchio infestato                            | The Haunted Shield                           | Ernie Schmidt                  | 02/02/1988   |
| 50     | 056    | L'astronave del non ritorno                      | Ship of No Return                            | Richard Trueblood              | 03/02/1988   |
| 51     | 065    | Una piccola, grande bugia                        | Little Lie That Grew                         | Bill Reed                      | 04/02/1988   |
| 52     | 054    | Fratelli criminali                               | Brothers in Crime                            | Tom Sito                       | 05/02/1988   |
| 53     | 016    | Sherlock Holmes nel XXIII secolo - 1ª Parte      | Sherlock Holmes in the 23rd Century (Part 1) | Tom Tataranowicz               | 08/02/1988   |
| 54     | 017    | Sherlock Holmes nel XXIII secolo - 2ª Parte      | Sherlock Holmes in the 23rd Century (Part 2) | Ernie Schmidt                  | 09/02/1988   |
| 55     | 001    | Il festival di New Texas                         | New Texas Blues                              | Marsh Lamore                   | 10/02/1988   |
| 56     | 028    | Jeremiah e il popolo della prateria              | Jeremiah and the Prairie People              | Lou Kachivas                   | 11/02/1988   |
| 57     | 013    | La Ballata di Sarah Jane                         | The Ballad of Sara Jane                      | Ed Friedman                    | 12/02/1988   |
| 58     | 005    | I due fratelli                                   | Brother's Keeper                             | Bill Nunes                     | 15/02/1988   |
| 59     | 063    | Bravestarr e l'imperatrice                       | BraveStarr and the Empress                   | Ernie Schmidt                  | 16/02/1988   |
| 60     | 002    | La notte del bronco meccanico                    | Night of the Bronco-Tank                     | Richard Trueblood              | 17/02/1988   |
| 61     | 012    | inedito                                          | Nomad Is an Island                           | Bill Reed                      | 18/02/1988   |
| 62     | 064    | L'assedio                                        | The Blockade                                 | Tom Sito                       | 19/02/1988   |
| 63     | 008    | Niente tamburi, niente trombe                    | No Drums, No Trumpets                        | Marsh Lamore                   | 22/02/1988   |
| 64     | 055    | Arriva John Lungo Braccio                        | Shake Hands with Long Arm John               | Lou Kachivas                   | 23/02/1988   |
| 65     | 003    | Con la forza dell'orso                           | Strength of the Bear                         | Ed Friedman                    | 24/02/1988   |

Bravestarr - The Movie, dove vengono narrate le origini della serie, è un film per la televisione che è stato trasmesso per la prima volta il 18 marzo del 1988 negli Stati Uniti. In Italia è rimasto inedito.

## Giocattoli
La linea di giocattoli comprendeva action figure, veicoli e playset. Tra questi erano disponibili:
- Bravestarr stesso che poteva simulare l'azione dello sparo
- Deputy Fuzz, il vice sceriffo, un alieno della specie nativa di New Texas, gli Uomini della Prateria; è basso con una frusta gommosa e veicolo da minatore
- Trenta/Trenta, il cavallo robotico trasformabile di Bravestarr
- Handle Bar, un imponente barista alieno con grossi baffi a manubrio, pelle verde e un frisbee d'argento che poteva lanciare, aiutante di Bravestarr
- Tex Hex, l'arcinemico di Bravestar e con la sua stessa funzione
- Outlaw Scuzz, un alieno della stessa specie del vicesceriffo (sono cugini), alleato con Tex Hex, dotato di veicolo trasformabile
- Sand Storm, un mostro rosso che soffia gas, armato di una pistola ad acqua che funziona soffiandoci dentro
- Thunder Stick, un rugginoso robot antropomorfo con un cannone a scomparsa al posto del braccio destro
- Stratocoach, una diligenza in stile ottocentesco che può ripiegare le ruote e diventare un velivolo
- Skull Walker, un mezzo di trasporto dotato di gambe mobili usato da Tex Hex
- Fort Kerium, un playset comprendente una prigione, una banca e il centro di comando, venduti sia singolarmente che assieme, si univano e trasformavano per formare il forte
- Laser-Fire Backpack, uno zaino che i personaggi della serie possono indossare, dotato veramente di un LED infrarosso e un fotosensore, disponibile singolarmente o in confezione regalo con i due personaggi principali: Bravestarr (blu) e Tex Hex (nero)
- Neutralaser, una replica in scala 1:1 dell'arma di Bravestarr, contenente un LED infrarosso e un fotosensore, disponibile sia in versione nera che blu
- Colonel Borobot, un robot che si trasforma in un mezzo monoposto cingolato

Action figures e veicoli prototipati per una seconda linea, ma mai commercializzati:
- Judge Joy, il magistrato del pianeta, armata con un martello legato a un lazo
- Long Arm John, un cowboy con un braccio bionico allungabile
- Dingo Dan, uno dei summenzionati uomini-dingo
- Rampage, un toro meccanico telecomandato
- Starr Hawk, sorta di moto volante trasformabile

## Altri media
La Probe Software realizzò il videogioco di BraveStarr, uscito nel 1987 per gli home computer Amstrad CPC, Commodore 64 e ZX Spectrum.